# 高木伸司
高木 伸司（たかぎ しんじ、1933年 - 2006年）は日本の化学者。専門は放射化学。神奈川大学理学部教授、専門は放射線。日本原子力学会、日本放射化学会会員等

## 来歴
- 1933年9月27日 東京に生まれ、国民学校4年生時山梨県韮崎市へ疎開、地元高校卒業後、東京大学理学部化学科、1958年東京大学大学院修士課程修了東京大学助手、 電力中央研究所、研究室長、研究所次長、調査役歴任、 日本電気事業研究国際協力機構部長、1989年神奈川大学理学部の発足時一般教育担当教授、2004年定年後非常動講師。

## 研究・受賞
- 論文「CaF帯スペクトルによるフッ素の分光分析」

等